# Ttm1
Ttm1 är beteckningen på ett finländskt diesellok (nr 91101) som ägs och används av det statliga banunderhållsbolaget Maansiirto Veli Hyyryläinen Oy. Ttm1 är ombyggt från ett provlok som tillverkades av Valmet 1990 och kallades för N-loket (fi. N-veturi). Ttm1 är tekniskt nära besläktat med Dr16-serien (Dr16-loken kallades under sitt utvecklingsskede för M-lok). 
En stor specialitet hos modellen är att varje hjul hos loket har en egen datorstyrd banmotor, dvs. loket saknar axlar. Hjulsatserna är konstruerade för att automatiskt anpassa sig efter banans lutningar. Förarbordet på loket kan vändas åt godtyckligt håll, vilket underlättar förarens arbete, speciellt under växling. 
N-loket hade redan från början omfattande problem och tillbringade mer tid på verkstaden än i arbete. Kring millennieskiftet förvarades loket under många år på ett sidospår i Tammerfors innan Maansiirto Veli Hyyryläinen 2006 byggde om det till banunderhållsfordon.